# Grand Prix Hassan II 2008
Il Grand Prix Hassan II 2008 è stato un torneo di tennis giocato sulla terra rossa. 
È stata la 24ª edizione del Grand Prix Hassan II, 
che fa parte della categoria International Series nell'ambito dell'ATP Tour 2008.
Si è giocato al Complexe Al Amal di Casablanca in Marocco, dal 18 al 25 maggio 2008.

## Campioni

### Singolare
Gilles Simon ha battuto in finale  Julien Benneteau con il punteggio di 7–5, 6–2

### Doppio
Albert Montañés /  Santiago Ventura hanno battuto in finale  James Cerretani /  Todd Perry con il punteggio di 6–1, 6–2